# Hemicephalis laronia
Hemicephalis laronia là một loài bướm đêm trong họ Noctuidae.